# Йосип Врінга
Йосип Врінга (д/н — 965) — державний та військовий діяч Візантійської імперії.

## Життєпис
Походив з місцевої знаті з Пафлагонії. За невідомих обставин його було кастровано й як євнуха відправлено до імператорського двору. Завдяки незвичайному розуму і організаторському таланту зробив стрімку кар'єру при дворі імператора Костянтина VII, послідовно отримуючи посади препозита, імператорського сакелларія (скарбничого), а потім титул патрикія. Можливо, також брав участь у якихось військових подіях, чому в квітні 956 року призначається друнгарієм флоту. Того ж року з успіхом діяв проти арабського флоту біля узбережжя Південної Італії, завдавши поразки флоту Сицилійського емірату в Мессінській протоці. Це дозволило відвоювати міста Мессіна і Тавроменій.
У 959 році за імператора Романа II зумів відсторонити від влади Василя «Нофа» Лакапіна, зайнявши його посаду паракимомена. Того ж року придушив заколот на чолі з магістром Василем Петейном. За час правління імператора Романа II паракимонен Йосип Врінга керував палацом і всією державою. Відстоюючи інтереси столичної бюрократії, вступив у конфлікт з малоазійською провінційною знаттю і її головним представником у ті роки — переможним полководцем Никифором Фокою, якого тримали переважно на сході Малої Азії.
Втім, після раптової смерті імператора конфлікт між цивільною та військовою знаттю загострився. Проти паракимонена інтригувала імператриця Феофано, що домовилася з Фокою, та Лакапін. Останніх також підтримав константинопольський патріарх Поліект.
Врінга знайшов підтримку в Маріана Аргира, доместіка схол Заходу, якому запропонував імператорський трон. Але спроба перетягнути на свій бік Іоанна Куркуаса, небожа Фоки, виявилася марною. Зрештою в результаті 3-денного повстання в Константинополі прихильників Никифора Фоки, очолюваних Василем Нофом (озброїв 3 тис. вояків), у серпні 963 року Йосип Врінга був позбавлений влади, заарештований і засланий спочатку до Пафлагонії, а потім переведений до монастиря Асікріт у м. Піфія (поблизу Нікомедії), де той помер у 965 році.